# Житавські пагорби
Житавські пагорби (Žitavská pahorkatina) — гірський масив в Словаччині; геоморфологічна підодиниця масиву Подунайські пагорби.  Середні висоти — 130 метрів.. Місце розташування — Жилінський край.